# Abracadabra (Amir)
Abracadabra è un EP del rapper italiano Amir, pubblicato il 23 dicembre 2016.

## Tracce
1. Abracadabra – 3:29
2. Fammi passare – 3:06
3. Habibi – 3:33
4. Piramidi come palazzi – 3:38
5. Certe notti – 3:10